# Bielszowice
Bielszowice (tiếng Đức: Bielschowitz) là một quận ở phía tây của Ruda Śląska, Silesian Voivodeship, miền nam Ba Lan. Năm 2006, nó có diện tích 10,6 km² và có 9,505 người sinh sống. Vào ngày 12 tháng 1 năm 2006, một phần của nó đã được tách ra để thành lập một quận mới, Czarny Las.

## Lịch sử
Nơi ở lần đầu tiên được đề cập vào năm 1452 với tên là Bilechowitz. Đó là một vị trí của một giáo xứ Công giáo ở Giáo phận Kraków, được thành lập vào khoảng năm 1440. Bắt đầu từ thế kỷ 19, nó đã bị ảnh hưởng nặng nề bởi sự phát triển công nghiệp. Mỏ than Bielszowice được xây dựng vào những năm 1896-1904. Năm 1891, nhà nước Đức đã mua ngôi làng từ tay tư nhân.
Sau Thế chiến I ở Thượng Silesia plebiscite 4.546 trong số 6.461 cử tri ở Bielszowice đã bỏ phiếu ủng hộ việc gia nhập Ba Lan, chống lại 1.874 chọn ở lại Đức. Sau đó, nó trở thành một phần của Silesian Voivodeship, Cộng hòa Ba Lan thứ hai. Sau đó nó bị Đức Quốc xã thôn tính vào đầu Thế chiến II. Sau chiến tranh, nó đã được khôi phục lại Ba Lan.
Bielszowice tạo thành một gmina (đô thị) được sáp nhập vào Nowy Bytom vào năm 1951, và là một phần của Nowy Bytom đã được hợp nhất với Ruda để tạo thành Ruda ląska vào ngày 31 tháng 12 năm 1958.

## Con người
- Marian Foik, một vận động viên người Ba Lan;
- Waldemar Słomiany, một hậu vệ bóng đá người Ba Lan;